# جوایز گریمه
جوایز گریمه (انگلیسی: Grimae Awards؛ کره‌ای: 그리메상) یک مراسم اهدای جوایز سالانه توسط انجمن تهیه‌کنندگان تلویزیون کره‌ای از سال ۱۹۹۳ است. هدف از این جایزه ترویج توسعهٔ جلوه‌های بصری نوآورانه به دلیل پدیدهٔ هم‌گرایی رسانه‌ای در داخل و خارج جهان در حال حاضر است، جایی که نقش فیلم‌بردارهای کره‌ای در شرکت‌های پخش کره‌ای در حال افزایش است، و برای بهبود کیفیت و شایستگی هر یک از فیلم‌سازهای کره‌ای می‌باشد. بازیگران مرد و بازیگران زن که در طول سال گذشته دارای عملکرد برجسته و تصویر خوب بوده‌اند، توسط رای کارگردانان فیلم‌ساز انتخاب می‌شوند.